# Dancevoir

Dancevoir este o comună în departamentul Haute-Marne din nord-estul Franței. În 2009 avea o populație de 235 de locuitori.

## Evoluția populației
| An        | 1975 | 1982 | 1990 | 1999 | 2006 | 2009 |
| --------- | ---- | ---- | ---- | ---- | ---- | ---- |
| Populație | 240  | 226  | 238  | 234  | 251  | 235  |